# Baza 2
Baza 2 (ang. The Base 2: Guilty as Charged lub Guilty as Charged) – amerykański film akcji z 2000 roku. Sequel Bazy z 1999 roku (obydwa w reżyserii Marka L. Lestera).

## Opis fabuły
Sierżant John Murphy (Antonio Sabato Jr.) zostaje wysłany do specjalnej jednostki wojskowej, w której odnotowano kilka zaginięć żołnierzy. Murphy ma wyjaśnić niecodzienną zagadkę. Nie wie, że grozi mu śmiertelne niebezpieczeństwo, jeśli jego tożsamość zostanie odkryta.